# Ivana Kovač
Ivana Kovač je rojena 1. septembra leta 1977 (starost 45 let) Hrvaška. Sedaj bolj znana kot solo pevka, včasih pa je bila del Hrvaške pop skupine Magazin (2006-2010). Njen partner je Elvir Hasanhodžić. Najbolj znani albumi so Crno vino in Crne oći, najbolj znane skladbe pa:
• Oko moje sanjivo – 1985
• Minut srca tvog – 2008
• Minus i plus – 2000
• Tamara – 1985
• Put putujem – 1986
• Dani Su Bez Broja – 2011
• Jel zbog nje – 2000
In še mnogo drugih skladb ki jih je odpela tako v skupini Magazin, kot v solistični karieri.